# César Montes
César Jasib Montes Castro (Hermosillo, 24 februari 1997) is een Mexicaans voetballer die doorgaans als centrale verdediger speelt. Hij verruilde Monterrey in januari 2023 voor Espanyol.  Montes debuteerde in 2017 in het Mexicaans voetbalelftal.

## Clubcarrière
Montes werd in 2014 opgenomen in de jeugdopleiding van Monterrey. Hij debuteerde op 16 augustus 2015 in het eerste elftal, in een competitieduel tegen Dorados de Sinaloa. Hij maakte op 15 mei 2016 zijn eerste competitietreffer, tegen Tigres UANL. Montes was in zijn eerste seizoen bij Monterrey meteen basisspeler. Hij greep in de finale van de clausura van 2015/16 en in die van de apertura van 2017/18 met zijn teamgenoten net naast het landskampioenschap. Beide seizoenen leverden wel plaatsing voor de CONCACAF Champions League op. Zijn ploeggenoten en hij wonnen dat toernooi in 2019. Hij werd later dat jaar voor het eerst landskampioen met Monterrey.
Montes bleef 7,5 jaar bij Monterrey. Hierin speelde hij meer dan 250 officiële wedstrijden, won hij twee keer de CONCACAF Champions League, twee keer de Copa MX en een landskampioenschap. Hij verruilde de Mexicaanse club in januari 2023 voor het in degradatienood verkerende Espanyol. De Spaanse club en hij stegen even een paar plaatsen, maar zakten tien wedstrijden voor het einde van de Primera División weer onder de degradatiestreep. Deze keer definitief.

## Clubstatistieken
| Seizoen     | Club        | Competitie       | Competitie | Competitie | Beker | Beker | Internationaal | Internationaal | Totaal | Totaal |
| Seizoen     | Club        | Competitie       | Wed.       | Dlp.       | Wed.  | Dlp.  | Wed.           | Dlp.           | Wed.   | Dlp.   |
| ----------- | ----------- | ---------------- | ---------- | ---------- | ----- | ----- | -------------- | -------------- | ------ | ------ |
| 2015/16     | Monterrey   | Liga MX          | 33         | 1          | 4     | 1     | —              | —              | 37     | 2      |
| 2016/17     | Monterrey   | Liga MX          | 33         | 4          | 6     | 0     | 2              | 1              | 41     | 5      |
| 2017/18     | Monterrey   | Liga MX          | 27         | 0          | 10    | 0     | —              | —              | 37     | 0      |
| 2018/19     | Monterrey   | Liga MX          | 25         | 2          | 1     | 0     | 7              | 0              | 33     | 2      |
| 2019/20     | Monterrey   | Liga MX          | 24         | 1          | 10    | 1     | —              | —              | 34     | 2      |
| 2020/21     | Monterrey   | Liga MX          | 30         | 0          | 0     | 0     | 6              | 0              | 36     | 0      |
| 2021/22     | Monterrey   | Liga MX          | 28         | 1          | 0     | 0     | —              | —              | 28     | 1      |
| 2022/23     | Monterrey   | Liga MX          | 16         | 0          | 0     | 0     | —              | —              | 16     | 0      |
| Club totaal | Club totaal | Club totaal      | 216        | 9          | 31    | 2     | 15             | 1              | 262    | 12     |
| 2022/23     | Espanyol    | Primera División | 20         | 3          | 2     | 0     | —              | —              | 22     | 3      |
| Club totaal | Club totaal | Club totaal      | 20         | 3          | 2     | 0     | 0              | 0              | 22     | 3      |

Bijgewerkt op 29 juli 2023

## Interlandcarrière
Montes was aanvoerder van Mexico –21 en speelde met het olympisch team op de Olympische Zomerspelen 2016. Hij debuteerde op 14 juli 2017 in het Mexicaans voetbalelftal. Bondscoach Juan Carlos Osorio liet hem toen een helft spelen tijdens het tweede groepsduel van de Mexicanen op de Gold Cup 2017, tegen Jamaica (0–0). Hij speelde daarna het hele groepsduel tegen Curaçao en zag zijn ploeggenoten vervolgens vanaf de reservebank de finale halen. Montes behoorde niet tot de Mexicaanse selectie op het WK 2018, maar wel weer tot die op de Gold Cup 2019. Hij kwam opnieuw een gedeeltelijk en een heel groepsduel in actie. Daarna zag hij vanaf de kant toe hoe zijn ploeg de titel won.
Montes was niet aanwezig bij de Gold Cup 2021. Hij was in plaats daarvan met het olympisch team actief op de (uitgestelde) Olympische Zomerspelen 2020. Hij was basisspeler in alle zes de wedstrijden van de Mexicaanse ploeg. Na een verloren halve finale tegen Brazilië, won dat de wedstrijd om het brons van Japan. Montes was ook basisspeler van het Mexicaanse team op het WK 2022. Hij won een jaar later met zijn ploeggenoten de Gold Cup 2023.

## Erelijst
| Competitie                | Aantal    | Jaren                  |           |           |
| Monterrey                 | Monterrey | Monterrey              | Monterrey | Monterrey |
| ------------------------- | --------- | ---------------------- | --------- | --------- |
| CONCACAF Champions League | 2x        | 2019, 2021             |           |           |
| Kampioen Liga MX          | 1x        | Apertura 2019/20       |           |           |
| Copa MX                   | 2x        | Apertura 2017, 2019/20 |           |           |
| Mexico                    |           |                        |           |           |
| CONCACAF Gold Cup         | 2x        | 2019, 2023             |           |           |